# Thalassodes leucoceraea
Thalassodes leucoceraea là một loài bướm đêm trong họ Geometridae.